# 雁坂隧道

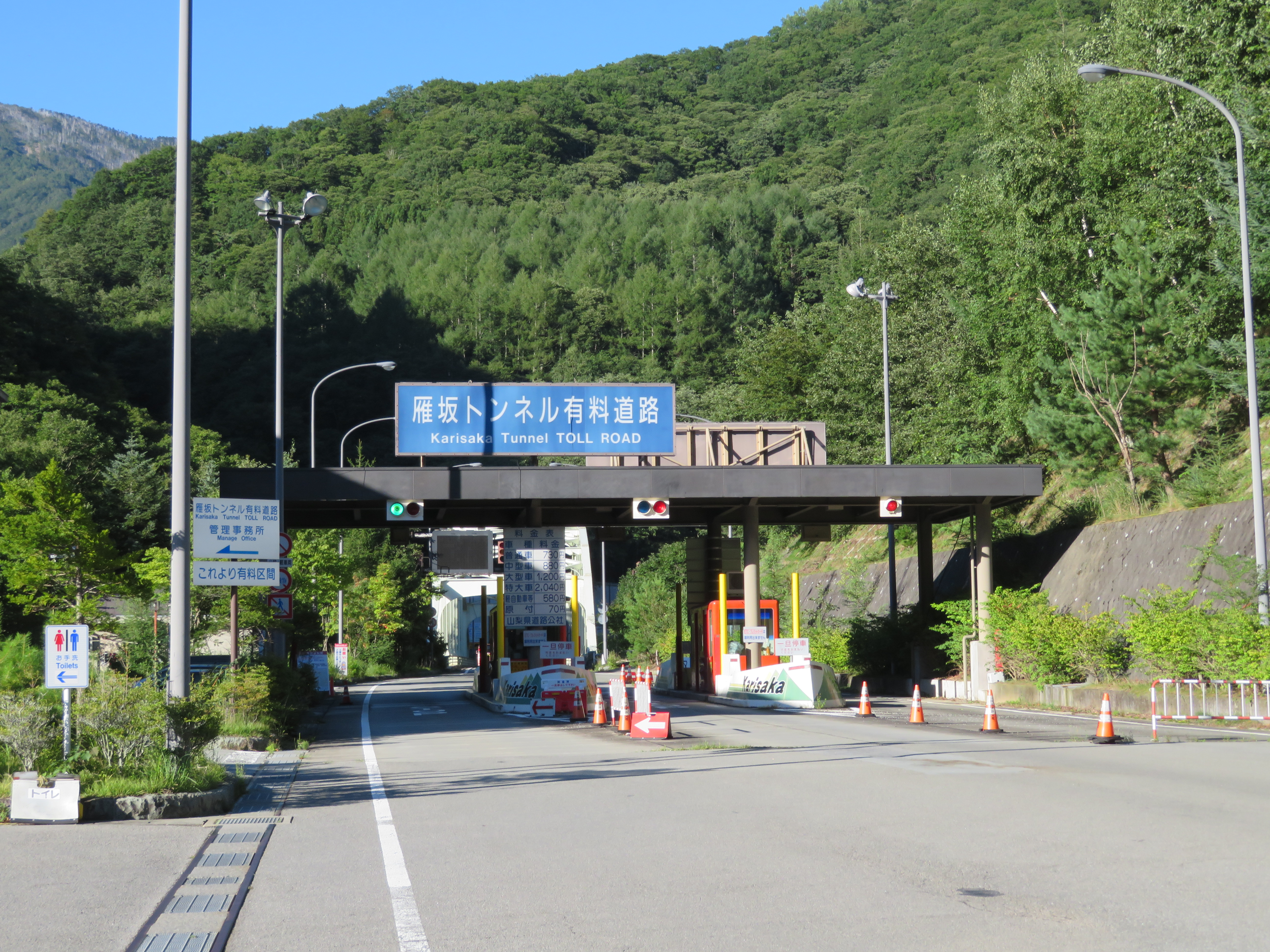
山梨県山梨市一侧的收费站

雁坂隧道（日语：／ Karisaka Tonneru）是日本的一座公路隧道，穿过埼玉县秩父市和山梨県山梨市交界处的雁坂峠，承载國道140號的“雁坂隧道收费公路”（雁坂トンネル有料道路），全长6,625（4.12英里）。雁坂隧道1984年开工，使用新奥法施工，1994年洞通，1998年通车，完工时是日本第五长公路隧道，也是最长的非高速公路隧道。